# Teg (jordbruk)

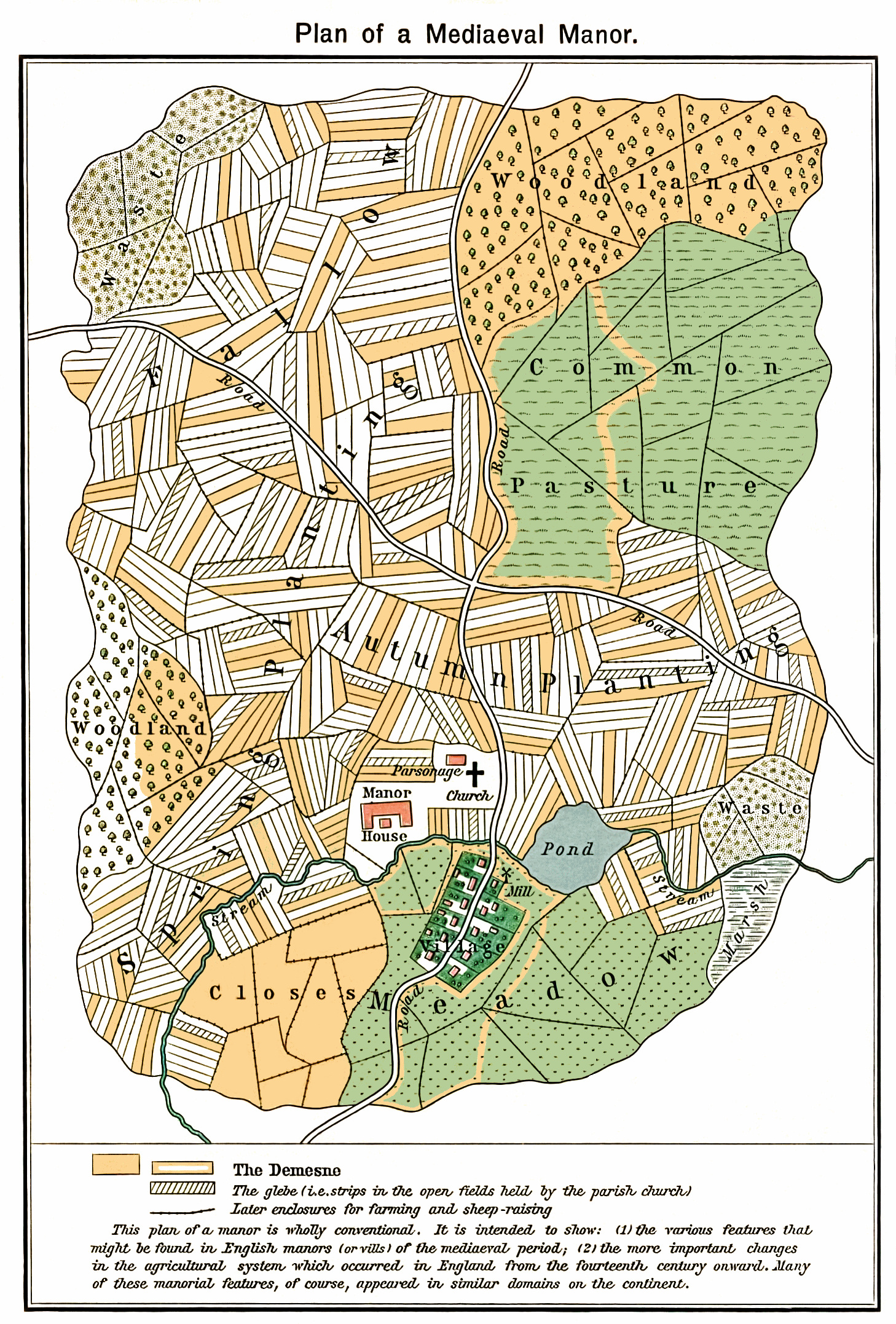
En brittisk karta över en by med tegsodling, från William R. Shepherd, Historical Atlas, 1923

Teg är det markområde som finns mellan två tegdiken (små öppna diken, som ligger inne i åkern) eller mellan två slutfåror när tegplöjning har skett.
Tegsindelningen var en medeltida ägandeform av mark i en jordbrukande bondby, där varje åker och äng i byn är indelad i remsor som ägs av var sin bonde och ingen bonde har en egen åker eller äng. Ägandeformen dominerade böndernas jordbruk (dock inte adelns) i hela Europa från medeltiden till den agrara revolutionen på 1700-talen då byägorna skiftades så att böndernas fastigheter var sammanhållen mark, avgränsad från de övrigas.
Meningen bakom detta system var att mark av olika beskaffenhet (kvalitet) skulle rättvist fördelas mellan alla bönder i byn. Vid arv kunde dessa remsor splittras upp ytterligare för rättvis fördelning mellan arvingarna.
Innan storskiftet började genomföras 1749 i Sverige ägde alla bönder i en by en del var av varje stycke åkermark och ängsmark. När ny mark bröts delades även den upp i tegar. Detta kallades för tegskifte.